# Claës Germundsson Westling
Claës Germundsson Westling, född 23 september 1805 i Vikingstads socken, Östergötlands län död 24 juli 1876 i Västra Ny landskommun, Östergötlands län, var en svensk präst.

## Biografi
Claës Germundsson Westling föddes 1805 i Vikingstads socken. Han var son till gästgivaren Germund Westling och Anna Catharina Fillander. Westling studerade i Linköping och blev vårterminen 1827 student vid Uppsala universitet. Han blev 14 juni 1833 filosofie magister och 19 december 1839 kollega i Västervik, där han tillträdde 1840. Westling prästvigdes 12 december 1841 och avlade pastoralexamen 24 augusti 1843. Han blev 6 augusti 1849 kyrkoherde i Skeppsås församling med tillträde 1851 och blev 14 december 1859 prost. Han avled 1876 på Medevi i Västra Ny landskommun.